# Sahel (Larraix)
Sahel (àrab: الساحل, as-Sāḥil; amazic estàndard marroquí: ⵙⴰⵃⵍ, Saḥl) és una comuna rural de la província de Larraix, a la regió de Tànger-Tetuan-Al Hoceima, al Marroc. Segons el cens de 2014 tenia una població total de 17.496 persones.